# Bejsug
Bejsug (rusky Бейсуг) je řeka v Krasnodarském kraji v Rusku. Je dlouhá 243 km. Povodí řeky je 5190 km².

## Průběh toku
Protéká Kubáňsko-azovskou nížinou v silně zarostlém korytě. Ústí přes Lebjažij a Bejsugský liman do Azovského moře.

### Přítoky
- Bejsužjok Levý
- Bejsužjok Pravý

## Vodní režim
Nejvodnější je od února do dubna. Zamrzá na konci prosince a rozmrzá v polovině března.